# Ommatobotys
Ommatobotys és un gènere d'arnes de la família Crambidae.

## Taxonomia
- Ommatobotys aldabralis (Viette, 1958)
- Ommatobotys ommatalis (Hampson, 1912)